# Mykwa w Łodzi (ul. Zachodnia)
Mykwa w Łodzi przy ulicy Zachodniej – dawna mykwa, która znajdowała się w sąsiedztwie synagogi Wilke Shul w Łodzi i była własnością Gminy Żydowskiej w Łodzi. Jej stan techniczny pozostawiał wiele do życzenia ze względu na problemy przy dostawie wody i energii elektrycznej.